# KBL 올스타전 2013-14
2013-2014 KB국민카드 프로농구 올스타전은 2013년 12월 22일에 잠실실내체육관에서 열린 한국 프로농구의 올스타전 시합이다. 매직팀이 드림팀을 119-115로 꺾었다. MVP로는 김선형이 선정되었으며, 루키 올스타 vs 대학 올스타전 대결에서는 대학 올스타가 루키 올스타를 91-83으로 꺾었다, MVP로는 이종현이 선정되었다.

## 올스타전 출장 선수
<굵은 글씨는 베스트 5>

### 매직팀
- 감독 : 문경은 (서울 SK 나이츠)
- 코치 : 추승균 (전주 KCC 이지스), 이상민 (서울 삼성 썬더스)
- 가드 : 김민구 (전주 KCC 이지스), 김선형 (서울 SK 나이츠), 강병현 (전주 KCC 이지스), 김태술 (안양 KGC인삼공사), 정영삼 (인천 전자랜드 엘리펀츠)
- 포워드 : 리카르도 포웰 (인천 전자랜드 엘리펀츠), 장민국 (전주 KCC 이지스), 양희종 (안양 KGC인삼공사), 이동준 (서울 삼성 썬더스)
- 센터 : 오세근 (안양 KGC인삼공사), 마이클 더니건 (서울 삼성 썬더스), 최부경 (서울 SK 나이츠)

### 드림팀
- 감독 : 유재학 (울산 모비스 피버스)
- 코치 : 강양택 (창원 LG 세이커스), 김승기 (부산 KT 소닉붐)
- 가드 : 양동근 (울산 모비스 피버스), 조성민 (부산 KT 소닉붐), 김시래 (창원 LG 세이커스), 전태풍 (부산 KT 소닉붐)
- 포워드 : 함지훈 (울산 모비스 피버스), 이승준 (원주 동부 프로미), 문태종 (창원 LG 세이커스), 김주성 (원주 동부 프로미), 앤서니 리차드슨 (고양 오리온스), 최진수 (고양 오리온스)
- 센터 : 김종규 (창원 LG 세이커스), 로드 벤슨 (울산 모비스 피버스)

## 루키 올스타 vs 대학 올스타전 출장 선수
<굵은 글씨는 베스트 5>

### 루키 올스타
- 감독 : 유도훈 (인천 전자랜드 엘리펀츠)
- 코치 : 김영만 (원주 동부 프로미), 조상현 (고양 오리온스)
- 가드 : 김민구 (전주 KCC 이지스), 두경민 (원주 동부 프로미), 박경상 (전주 KCC 이지스), 박재현 (서울 삼성 썬더스), 이재도 (부산 KT 소닉붐)
- 포워드 : 김상규 (인천 전자랜드 엘리펀츠), 이대성 (울산 모비스 피버스), 임동섭 (서울 삼성 썬더스), 전성현 (안양 KGC인삼공사)
- 센터 : 김승원 (부산 KT 소닉붐), 김종규 (창원 LG 세이커스), 장재석 (고양 오리온스)

### 대학 올스타
- 감독 : 최부영 (경희대학교)
- 코치 : 이민형 (고려대학교), 황준삼 (건국대학교)
- 가드 : 김기윤 (연세대학교), 김지후 (고려대학교), 이호현 (중앙대학교), 한상혁 (한양대학교)
- 포워드 : 김수찬 (명지대학교), 김진유 (건국대학교), 배수용 (경희대학교), 최준용 (연세대학교)
- 센터 : 김준일 (연세대학교), 이대헌 (동국대학교), 이승현 (고려대학교), 이종현 (고려대학교)

## 덩크슛 컨테스트

### 국내선수 덩크슛 컨테스트 참가 선수
<굵은 글씨는 우승자>
- 이승준 (원주 동부 프로미)
- 김종규 (창원 LG 세이커스)
- 김선형 (서울 SK 나이츠)
- 이대성 (울산 모비스 피버스)
- 박승리 (서울 SK 나이츠)

### 외국선수 덩크슛 컨테스트 참가 선수
<굵은 글씨는 우승자>
- 로드 벤슨 (울산 모비스 피버스)
- 데이본 제퍼슨 (창원 LG 세이커스)
- 마이클 더니건 (서울 삼성 썬더스)
- 앤서니 리차드슨 (고양 오리온스)
- 리카르도 포웰 (인천 전자랜드 엘리펀츠)

## 3점슛 컨테스트

### 3점슛 컨테스트 참가 선수
<굵은 글씨는 우승자>
- 두경민 (원주 동부 프로미)
- 조성민 (부산 KT 소닉붐)
- 김민구 (전주 KCC 이지스)
- 차바위 (인천 전자랜드 엘리펀츠)
- 강병현 (전주 KCC 이지스)
- 변기훈 (서울 SK 나이츠)
- 전성현 (안양 KGC인삼공사)
- 박래훈 (창원 LG 세이커스)

| KBL 올스타전                                                  | KBL 올스타전                                         | KBL 올스타전                                 |
| ------------------------------------------------------------- | ---------------------------------------------------- | -------------------------------------------- |
| 이전 대회                                                     | 2013-2014 KB국민카드 프로 농구 올스타전 (2013.12.22) | 다음 대회                                    |
| 2012-2013 KB국민카드 프로 농구 올스타전 (2013.1.26~2013.1.27) | 2013-2014 KB국민카드 프로 농구 올스타전 (2013.12.22) | 2014-2015 KCC 프로 농구 올스타전 (2015.1.11) |